# Football Festival Denmark
Football Festival Denmark var en stor international ungdomsfodboldturnering, der fra 2003 til 2012 blev spillet hvert år i uge 30 i Århus. Arrangørerne var i 2003 fodboldklubben FC Aarhus' eventafdeling Lighthouse Entertainment i samarbejde med fodboldafdelingerne i Idrætsklubben Skovbakken og Idrætsforeningen AIA-Tranbjerg. Fra 2004 stod Skovbakken og AIA-Tranbjerg alene tilbage med ansvaret for turneringen, efter FC Aarhus/Lighthouse Entertainements ejer Tom Matthiesen fik nyt job i AaB Fodbold og således afviklede event-selskabet. Torben Kristiansen fra AIA-Tranbjerg blev valgt som formand for turneringen med Jesper Raabo fra Skovbakken som næstformand, og Carsten Gløvermose Nielsen blev ansat som daglig leder af kontoret og turneringen.  
Football Festival Denmark afvikledes som skrevet for første gang i uge 30 2003, hvor 51 ungdomshold fra 7 forskellige nationer deltog. Siden voksede turneringen sig større, og i 2008 og 2009 deltog omkring 200 hold fra 20-25 forskellige nationer. På kun 6 år udviklede Football Festival Denmark sig således sig til at blive Danmarks 3. største ugefodboldturnering for ungdom efter Dana Cup i Hjørring og Dana Cup No. 1 i Frederikshavn. Mellem 2007 og 2009 fik  Football Festival Denmark en række hædersbevisninger som Århus Stiftstidendes "Arrangementsfadet", Århus 1900's Marselisrelieffet og Sport Aarhus Events eventpokal som anerkendelse for det store arbejde, der fra arrangørklubbernes side var lagt i opbygningen af den store event.  
I foråret 2010 søgte turneringsdirektør Carsten Gløvermose Nielsen, der havde været en del en festivalen helt fra starten i 2003, nye udfordringer og sagde sit job op. 2010-turneringen blev således ikke blot den sidste med Carsten Gløvermose Nielsen ved roret - det blev også den sidste med Idrætsforeningen AIA-Tranbjerg som medarrangør. Sidst på vinteren 2010/2011 meddelte foreningen således Idrætsklubben Skovbakken, at de ønskede at udtræde af samarbejdet, og turneringen 2011 blev således den første med kun én arrangør. Jesper Raabo overtog den daglige ledelse af turneringen efter Carsten Gløvermose Nielsen.   
Deltagerantallet faldt i 2011 og igen i 2012, og i vinteren 2012/13 fik arrangørerne udfordringer med at samle hold nok til 2013-udgaven af turneringen. Det økonomisk dårlige 2012-resultatet betød ligeledes, at turneringen fik svært ved at udbetale lønninger til de ansatte, hvilket betød, at Ledernes Hovedorganisation i foråret 2013 erklærede turneringen konkurs.  
2012-udgaven af Football Festival Denmark blev således den sidste. Knap 1.400 hold og omkring 25.000 fodboldspillere fra knap 40 forskellige lande nåede at deltage i Football Festival Denmark i turneringens levetid.     